# Scilla africana
Scilla africana är en sparrisväxtart som beskrevs av Borzi och Giovanni Ettore Mattei. Scilla africana ingår i släktet blåstjärnesläktet, och familjen sparrisväxter. Inga underarter finns listade i Catalogue of Life.